# Medemblik (stad)

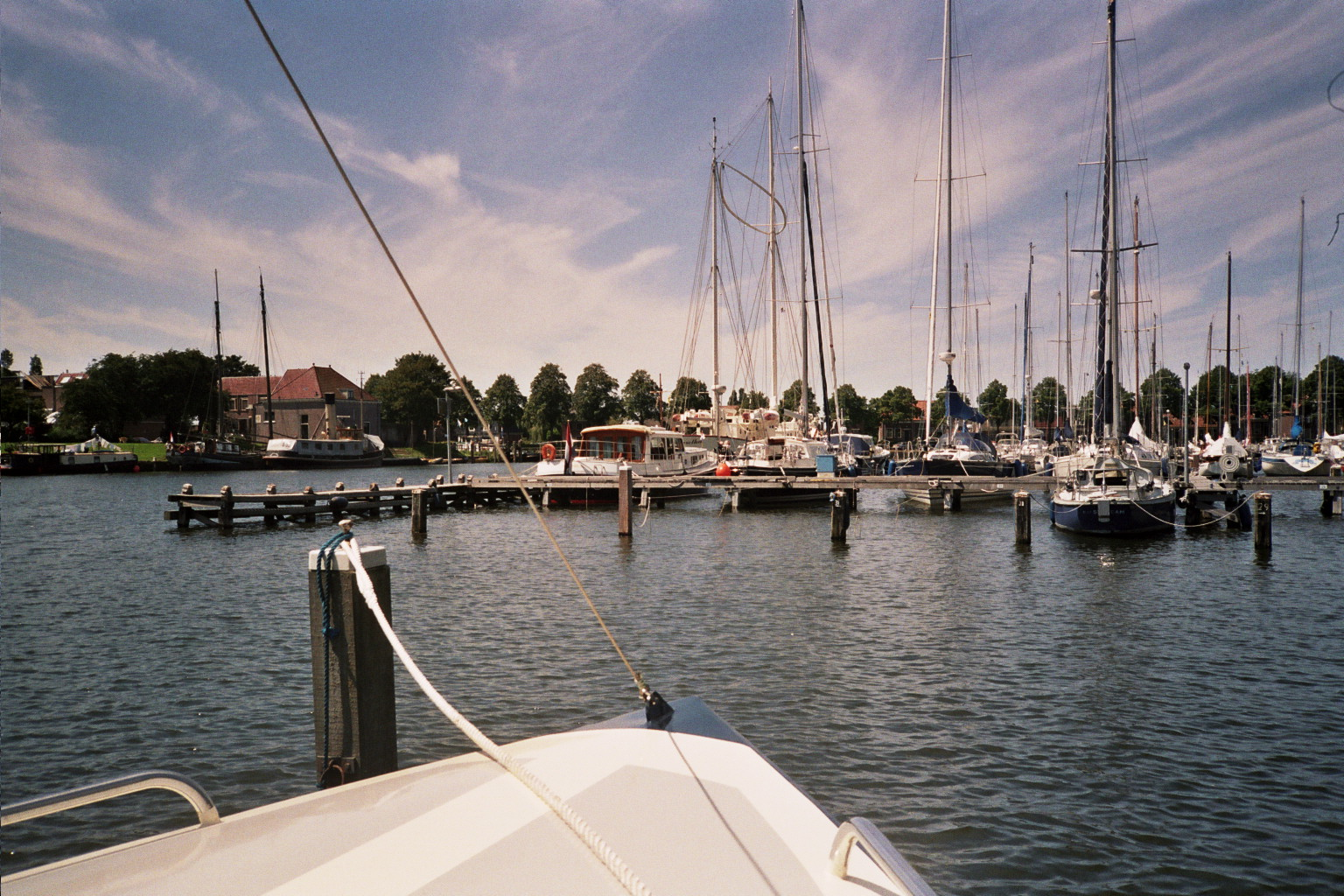
De jachthaven

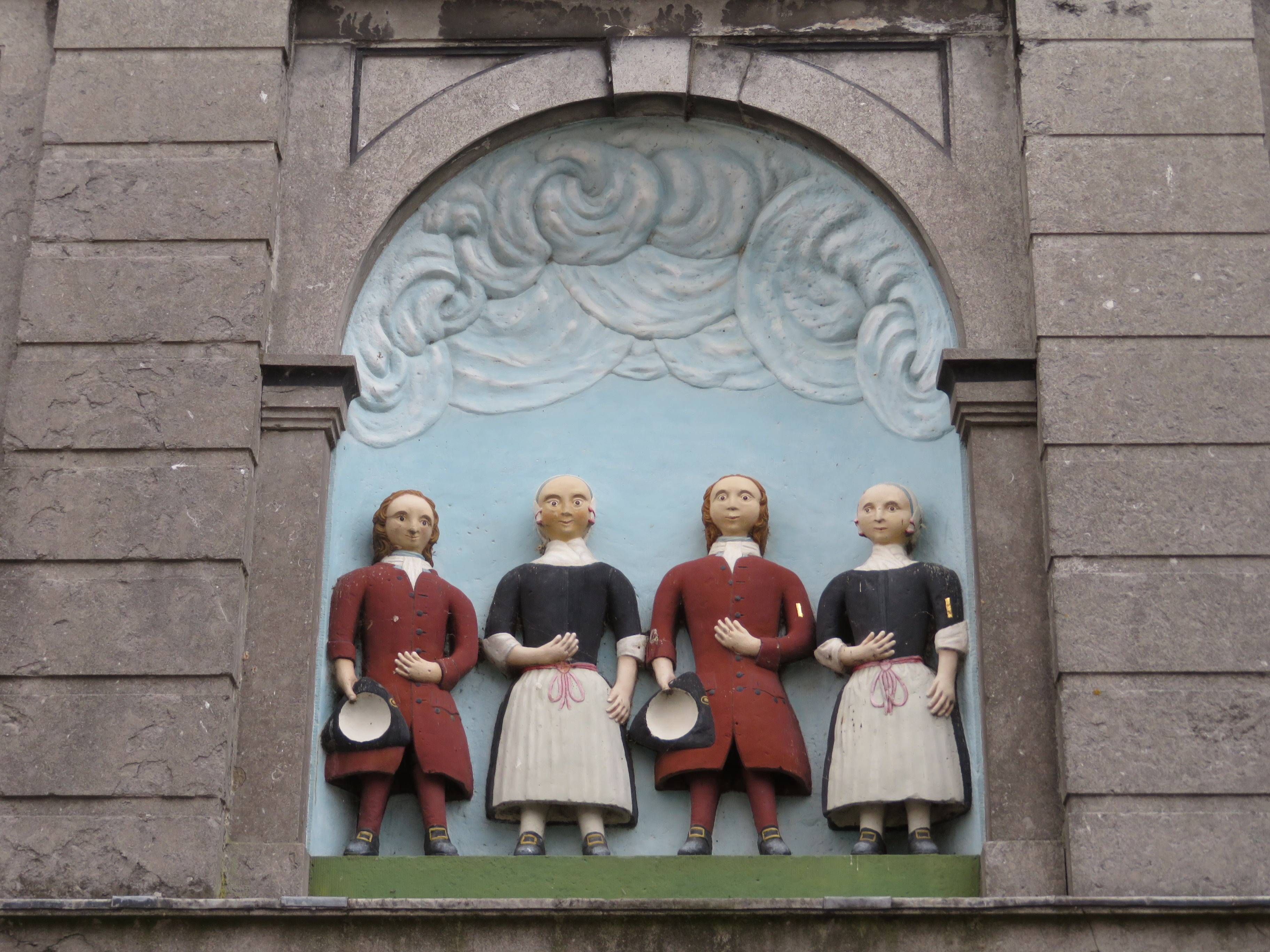
De Vier Weeskinderen

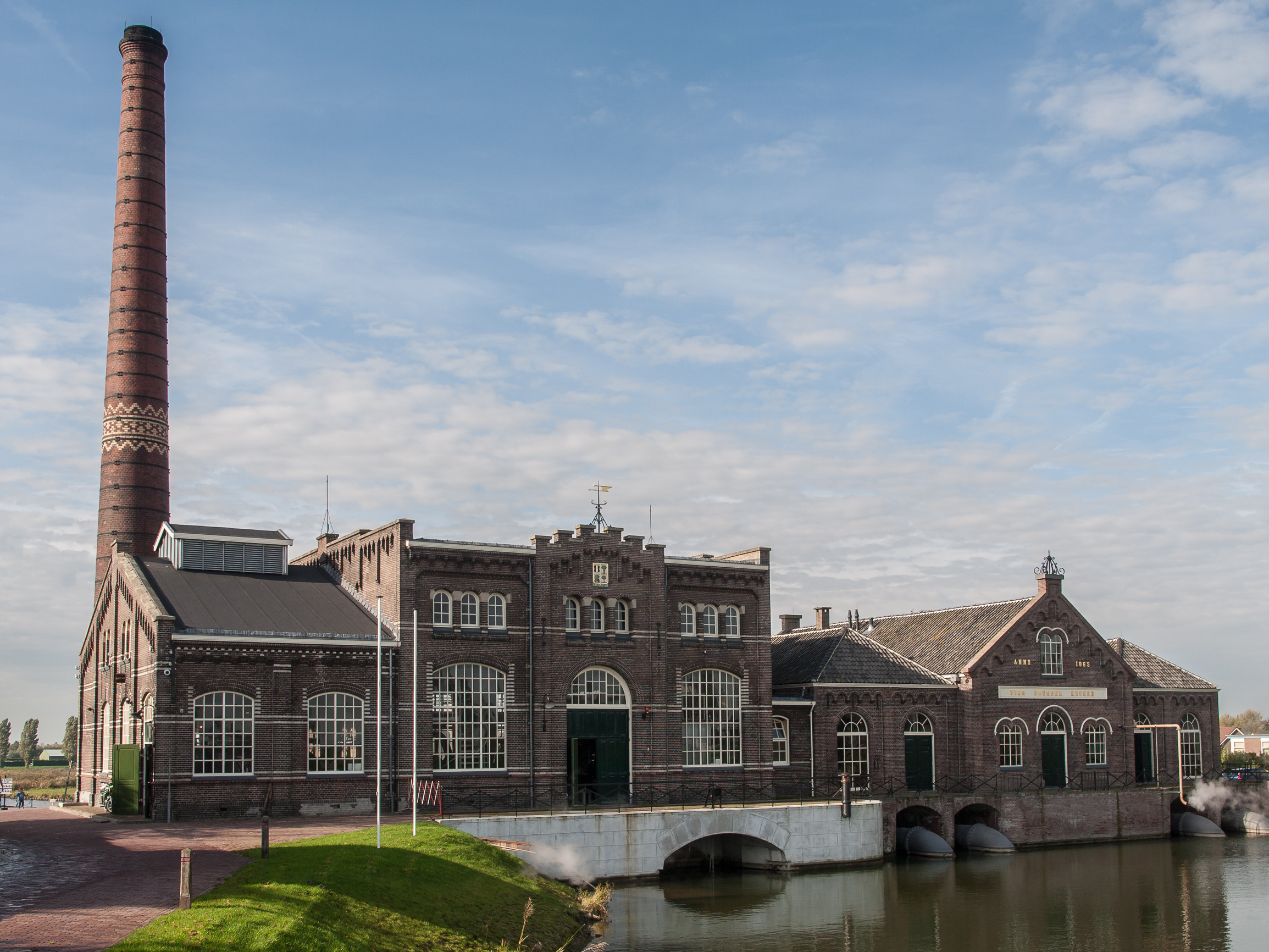
Stoomgemaal Vier Noorder Koggen, sinds 1985 Nederlands Stoommachinemuseum

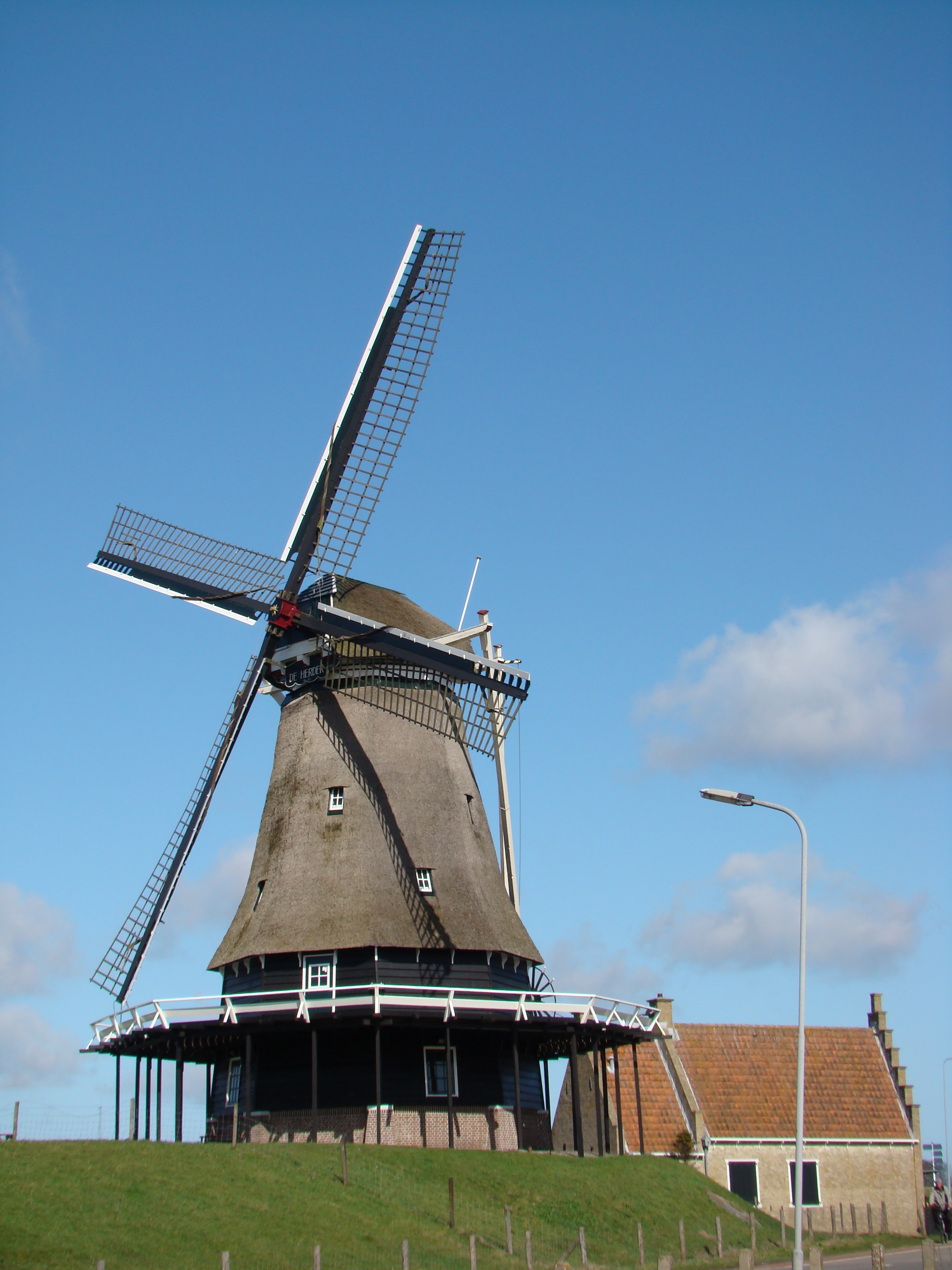
Molen De Herder

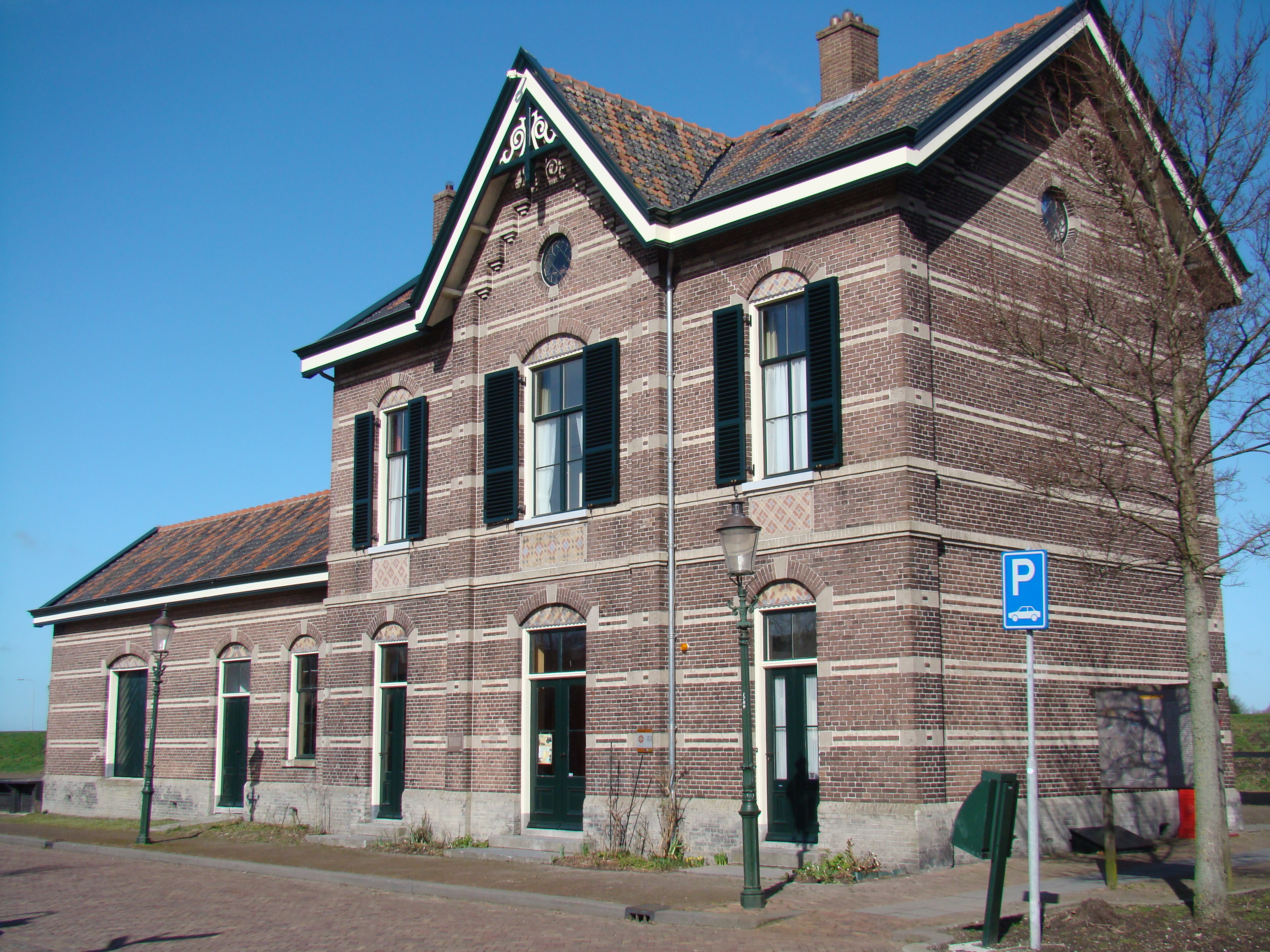
Station Medemblik

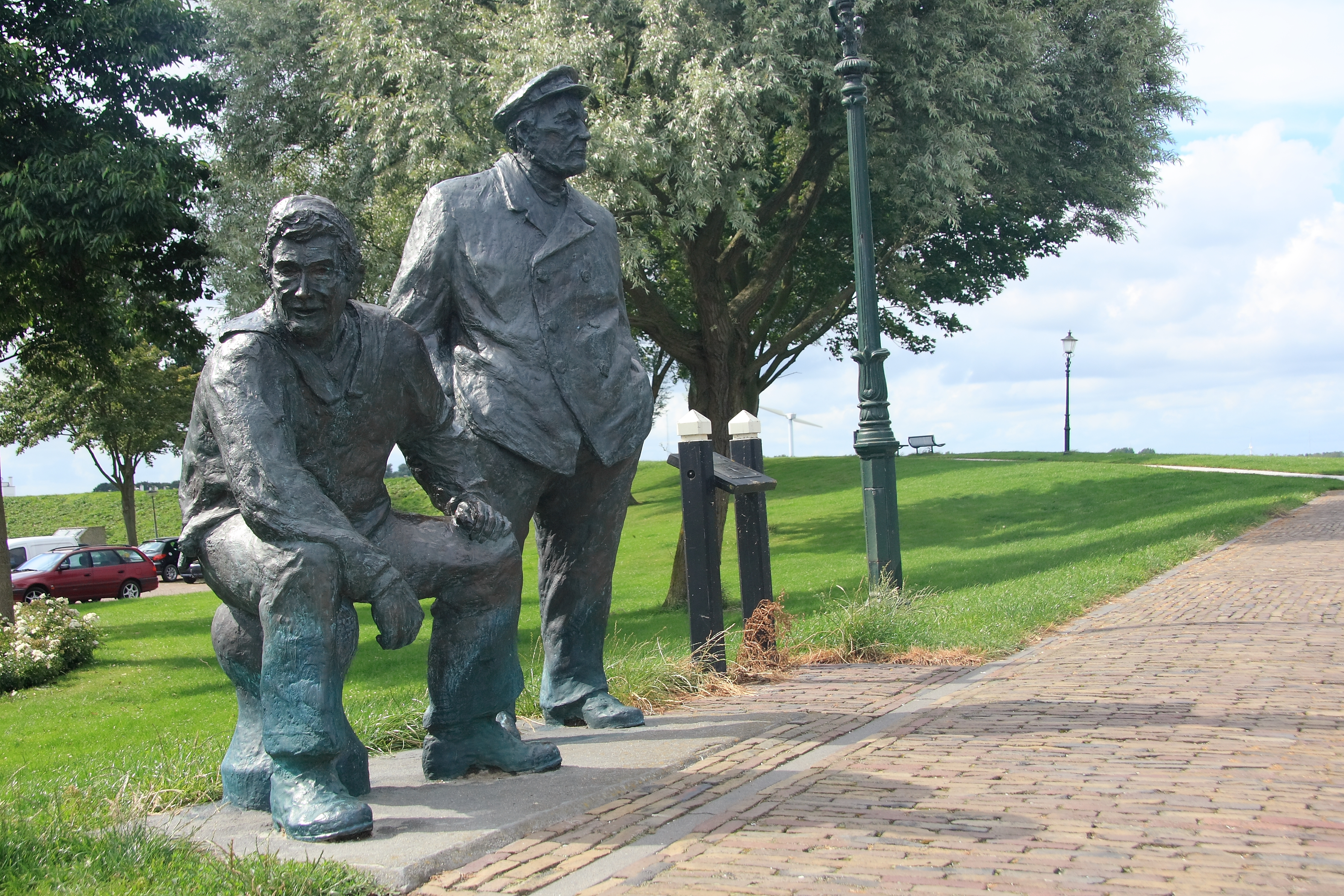
Beeld 'De beste stuurlui' aan het havenhoofd

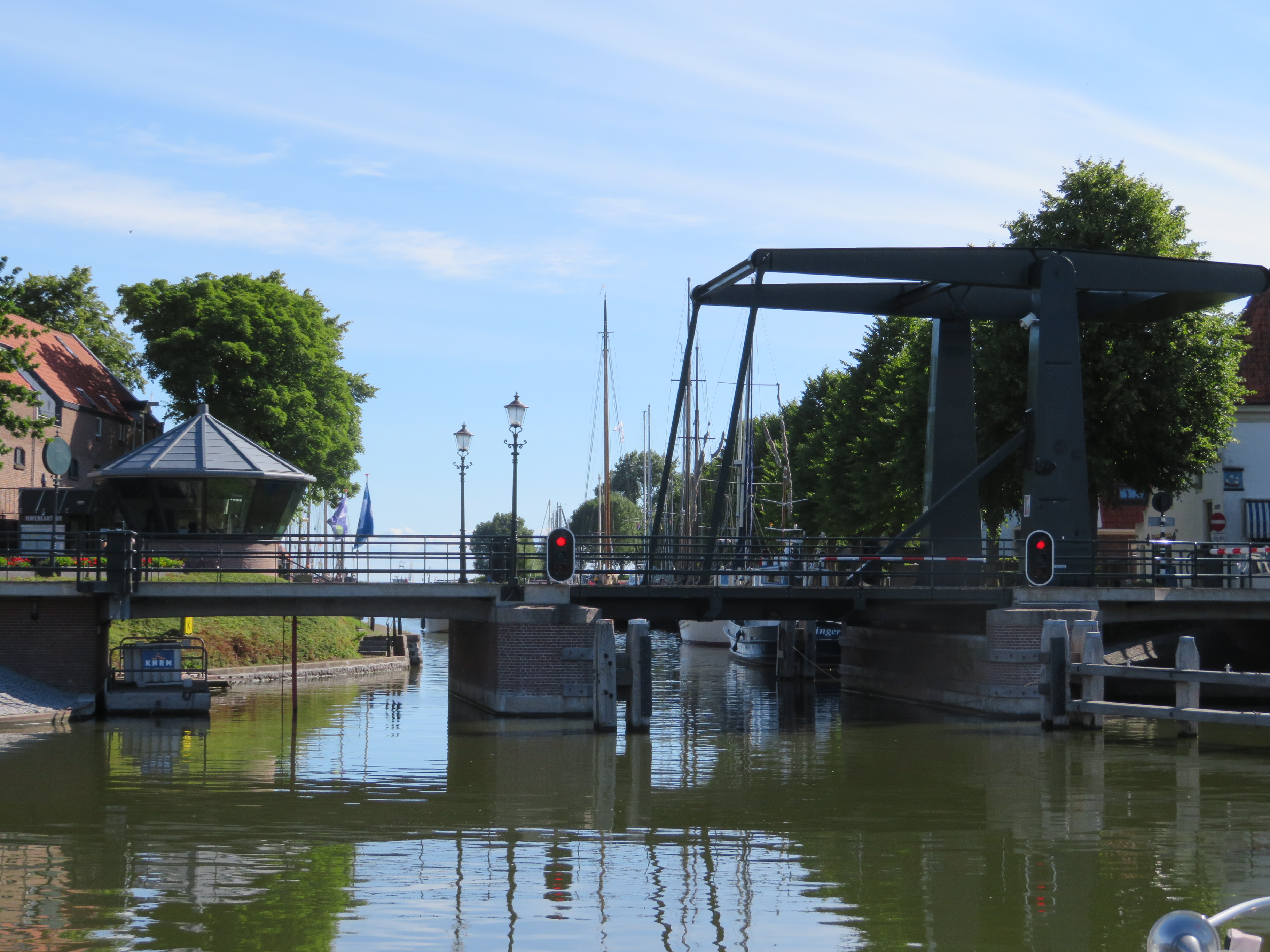
De Kwikkelsbrug

Medemblik (uitspraakⓘ) is een stad in de gelijknamige gemeente Medemblik in de Nederlandse provincie Noord-Holland. Ze ligt in West-Friesland aan het IJsselmeer. De stad telde op 1 januari 2023 8.680 inwoners.
Medemblik is de oudste stad van West-Friesland: ze verkreeg in 1289 stadsrechten van graaf Floris V van Holland, die toen net West-Friesland definitief had onderworpen aan zijn grafelijke gezag. Medemblik was tot 2007 een zelfstandige gemeente, waartoe geen andere woonplaatsen behoorden. De gemeente was een van de kleinste van de provincie Noord-Holland. De huidige gemeente Medemblik ontstond uit een fusie met de gemeenten Noorder-Koggenland en Wognum per 1 januari 2007, gevolgd door een fusie met de gemeenten Wervershoof en Andijk per 1 januari 2011.

## Toponymie
De naam "Medemblik" is mogelijk afkomstig van de waterloop Medemelake of Medemelacha (Germaans miduma- "middelst" en laku- "waterloop in moerassig terrein") die op deze plaats heeft gelopen, en die in een oorkonde uit 985 wordt genoemd. Hierin wordt ook Medemblik zelf genoemd als "villa Medemelacha". Dit veenriviertje is grotendeels verdwenen, maar het resterende deel is nog bekend als de Kromme Leek en mondt via de meertjes de Groote en Kleine Vliet bij Medemblik uit in het IJsselmeer.

## Geschiedenis
Medemblik en Dorestad kregen door de Friezen welvarende markten. In 1289 werd Medemblik als eerste plaats in West-Friesland een stadsrecht verleend door graaf Floris V, nadat deze de West-Friezen had onderworpen. Hij liet in diezelfde tijd een dwangburcht bouwen, die nu bekendstaat als Kasteel Radboud. Het stadje werd in 1517 door het leger van Johan van Selbach, gesteund door de kapers van Grote Pier en Wijerd Jelckama geplunderd. In 1555 vond in Medemblik een grote stadsbrand plaats. Aan het begin van de Tachtigjarige Oorlog, in 1572 en 1588, werd de stad door respectievelijk geuzen en staatse troepen belegerd.
Door de ingebruikname van het Noordhollandsch Kanaal in 1824 nam het belang van Medemblik als havenstad sterk af. De afsluiting van de Zuiderzee leek de nekslag voor Medemblik te betekenen, maar in de jaren zestig van de 20e eeuw ontwikkelde de stad zich tot een bekend watersportcentrum, met voornamelijk in het seizoen ook een levendig uitgaansleven.
Medemblik bezit veel historische gevels, en een stadhuis uit 1939 van de architect A.J. Kropholler. Ook staat er een werkende korenmolen (Molen De Herder, herbouwd 1986-1990) en is in het voormalige stoomgemaal De Vier Noorder Koggen het Nederlands Stoommachinemuseum gevestigd. Medemblik telt meer dan 80 rijksmonumenten.
Sinds 1887 heeft Medemblik een spoorverbinding met Hoorn. Het stationsgebouw van Medemblik dateert uit het openingsjaar. Vanaf 1968 wordt deze lijn gebruikt door de Museumstoomtram Hoorn-Medemblik.

## Bezienswaardigheden
Medemblik kent als een oude kleine stad een groot aantal bezienswaardigheden. Zo vindt men er vele oude gebouwen en gevels uit de 16e, 17e en 18e eeuw:
- Diverse panden aan de Westerhaven
- Het pakhuis "De Wolff" uit 1667 aan het Vooreiland
- De drie pakhuizen genaamd "De Hoop" aan het Vooreiland
- Het enige huis in Medemblik in Lodewijk XVI-stijl, uit 1728
- Voormalige synagoge aan het Gedempte Achterom.
- Oorlogsmonument voor omgekomen soldaten, Joden en verzetsstrijders. Het wordt als zodanig gebruikt, het werd echter tijdens de Tweede Wereldoorlog opgericht, als herdenkingsteken voor het Nederlandse garnizoen dat in Medemblik gelegerd was. Het ligt op het kruispunt Nieuwstraat / Breedstraat
- Oosterhaven 21, historisch woonhuis uit de 18e eeuw
- Oosterhaven 44, historisch woonhuis met gevelstenen uit 1656 aan de Oosterhaven
- Het Weeshuis met poort uit 1785 aan de Torenstraat; de afbeelding van de vier weeskinderen boven de poort sierde in 1975 een kinderpostzegel.
- De Waag aan de Kaasmarkt.
- Het "Koggehuis" uit 1613 aan de Nieuwstraat
- Het (sinds 2011 voormalige) Stadhuis aan de Dam, met Stadsmuseum Medemblik
- Het Station Medemblik en deel van het spoor Stoomtram Hoorn-Medemblik
- "De Opper", tegenover meelmolen "De Herder", houten directiewoning Zuiderzeewerken
- Het "Swarte Woifke" aan de Oosterhaven

Andere belangrijke monumenten zijn:
- De 16e-eeuwse gracht "Het Achterom", de laatste gracht binnen het centrum, in de jaren 80 van de vorige eeuw ingrijpend gerestaureerd;
- De Stadsboerderijen
- "Landswerf", gebouwd 1799-1800, torentje 1808, ooit onderkomen voor de marine en daarna Provinciaal Ziekenhuis (voor geestelijk gestoorden), sinds 1966 leegstaand en in de jaren 80 ingericht als appartementencomplex
- De korenmolen "De Herder" (gesloopt in 1948, herbouwd in 1986-90 waarbij veel nieuwe materialen maar ook oude onderdelen uit 1695 uit een molenromp "De Herder" uit Jisp, later Willeskop, werden gebruikt, om die reden is de naam aangehouden en is deze molen rijksmonument)
- Het "Kasteel Radboud" (1286-1288), opgeknapt na bouwvalligheid in 1888
- Het Nederlands Stoommachinemuseum uit 1869 (ook wel Stoomgemaal Vier Noorder Koggen)
- Het "Murrayhouse" met uitzicht op het graf van Lord George Murray
- Weduwenhuisjes aan de Heeresteeg
- Het "Waterschapshuis" met kleine luidklok in de dakruiter, aan de Westerhaven.
- Het bakkerijmuseum "De Oude Bakkerij"
- Het postkantoor, aan het Van Houwingepark in de binnenstad, thans niet meer in gebruik
- Restanten van de Oostpoort voor Kasteel Radboud

Kerken en andere religieuze gebouwen:
- Bonifaciuskerk met toren uit 1404
- Sint-Martinuskerk uit 1902, neogotisch
- Doopsgezinde schuilkerk aan de Tuinstraat uit 1675
- Gemeentelijke Aula uit 1666, tot 1972 gebruikt als school, gerestaureerd in 1982
- Evangisch-Lutherse Kerk uit 1650-1700, aan de Westerhaven.

Een deel van Medemblik is een beschermd stadsgezicht, met de haven en de kerkomgeving. Verder zijn er in het stadje tientallen rijksmonumenten.
Kaart van het oude centrum van Medemblik.

## Verkeer en vervoer
Medemblik is bereikbaar vanaf Amsterdam, Hoorn, Leeuwarden en Den Oever via de A7 en de N239. Vanaf Hoogkarspel via de N240.

## Geboren
- Claas Hendriksz Gietermaker (1621–1667), wiskundige, auteur en docent
- Jan Albertsz Rotius (1624), kunstschilder
- Louise Kaiser (1891–1973), de eerste vrouwelijke lector aan de Universiteit van Amsterdam
- Simon Buis (1892–1960), Nederlands rooms-katholiek pater en missionaris
- Jan Barkman (1922–1990), botanicus en hoogleraar
- Sam Pormes (1954), politicus (GroenLinks)
- Willem Vogelsang (1956), taalkundige
- Marijke Zeekant (1956), zwemster, roeister, triatlete
- Nadine Swagerman (1989), auteur
- Noa Zwan (2005), actrice en zangeres

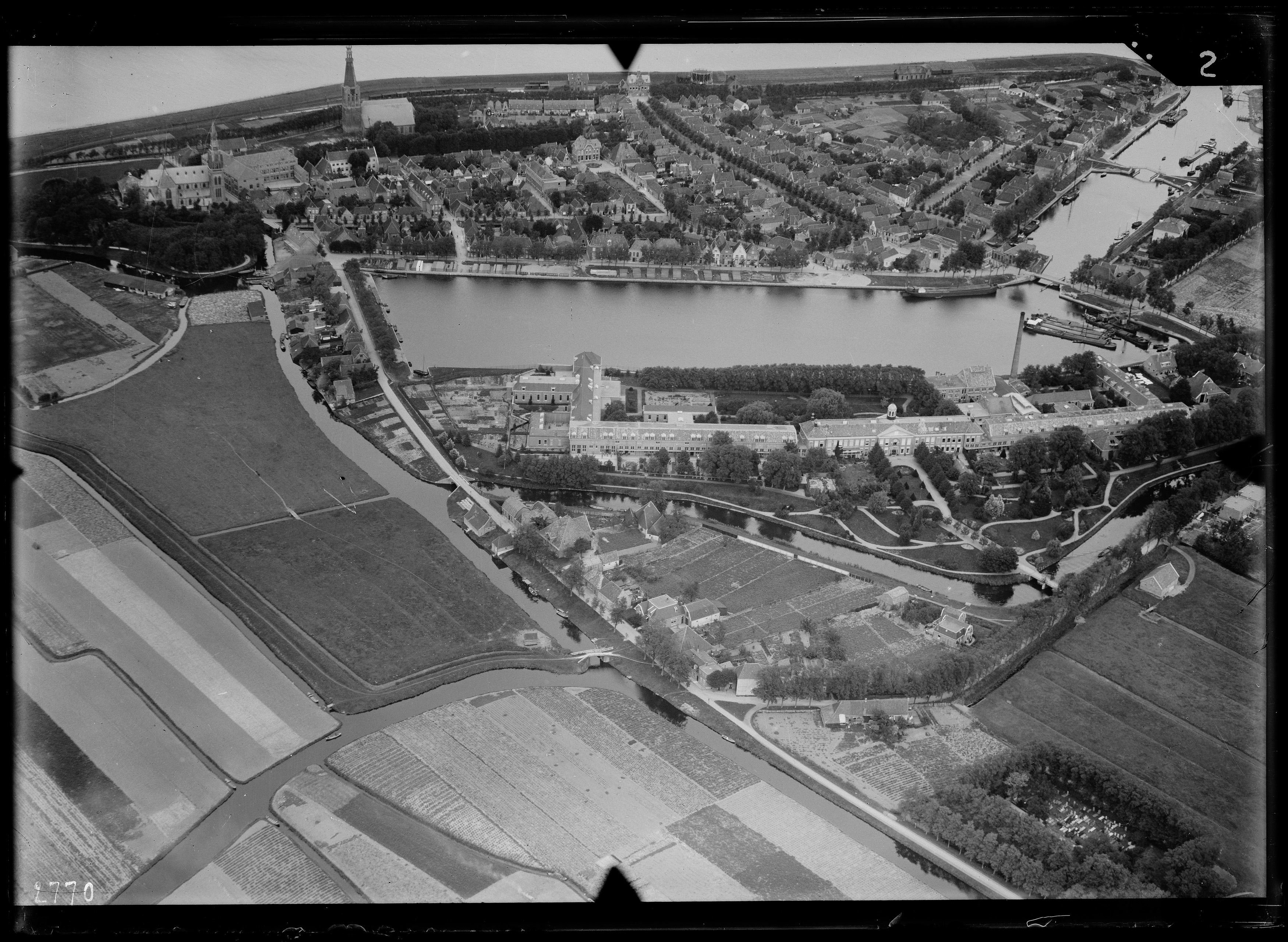
Luchtfoto van Medemblik (periode 1920-1940)
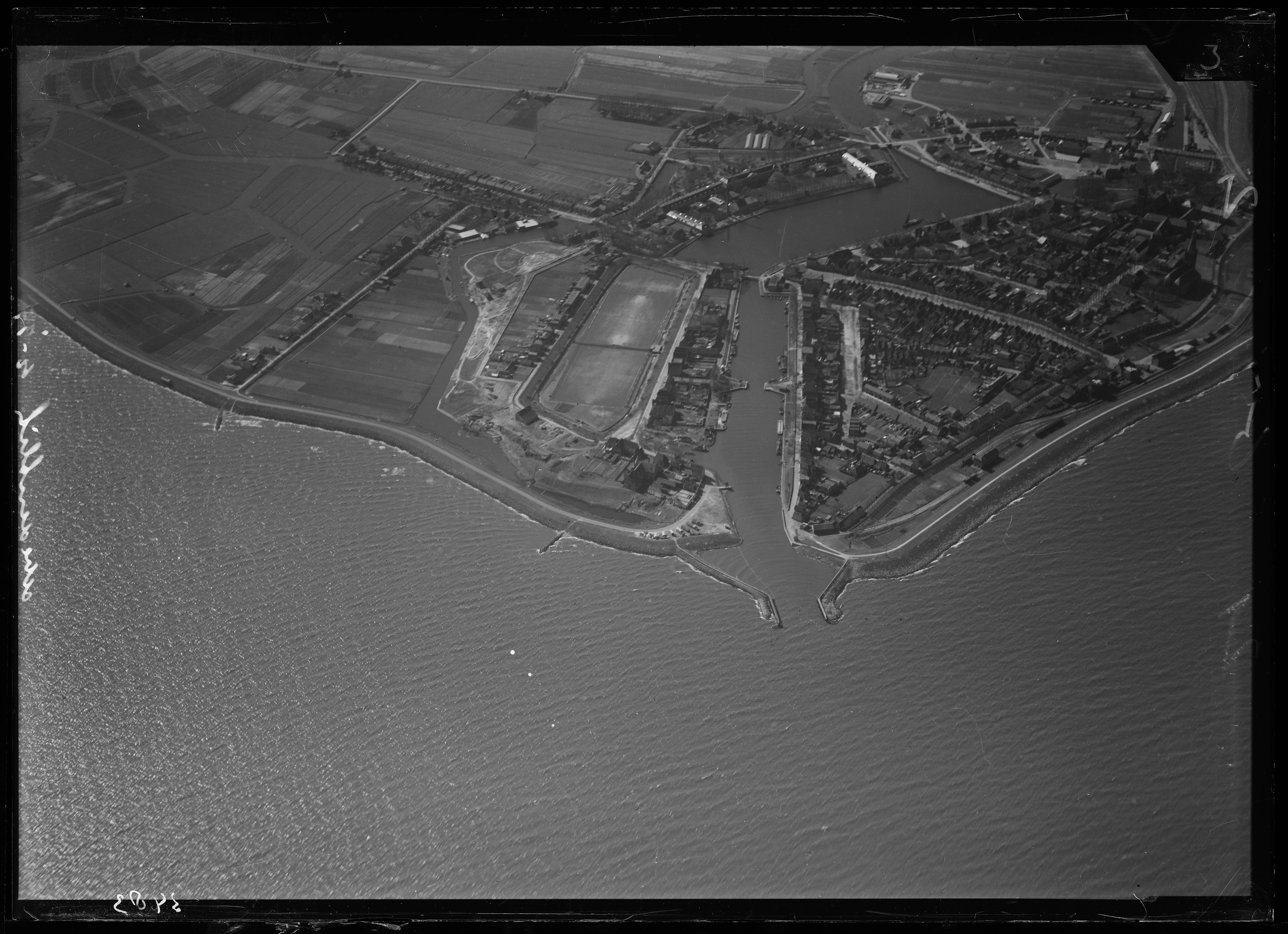
Luchtfoto van Medemblik (periode 1920-1940)
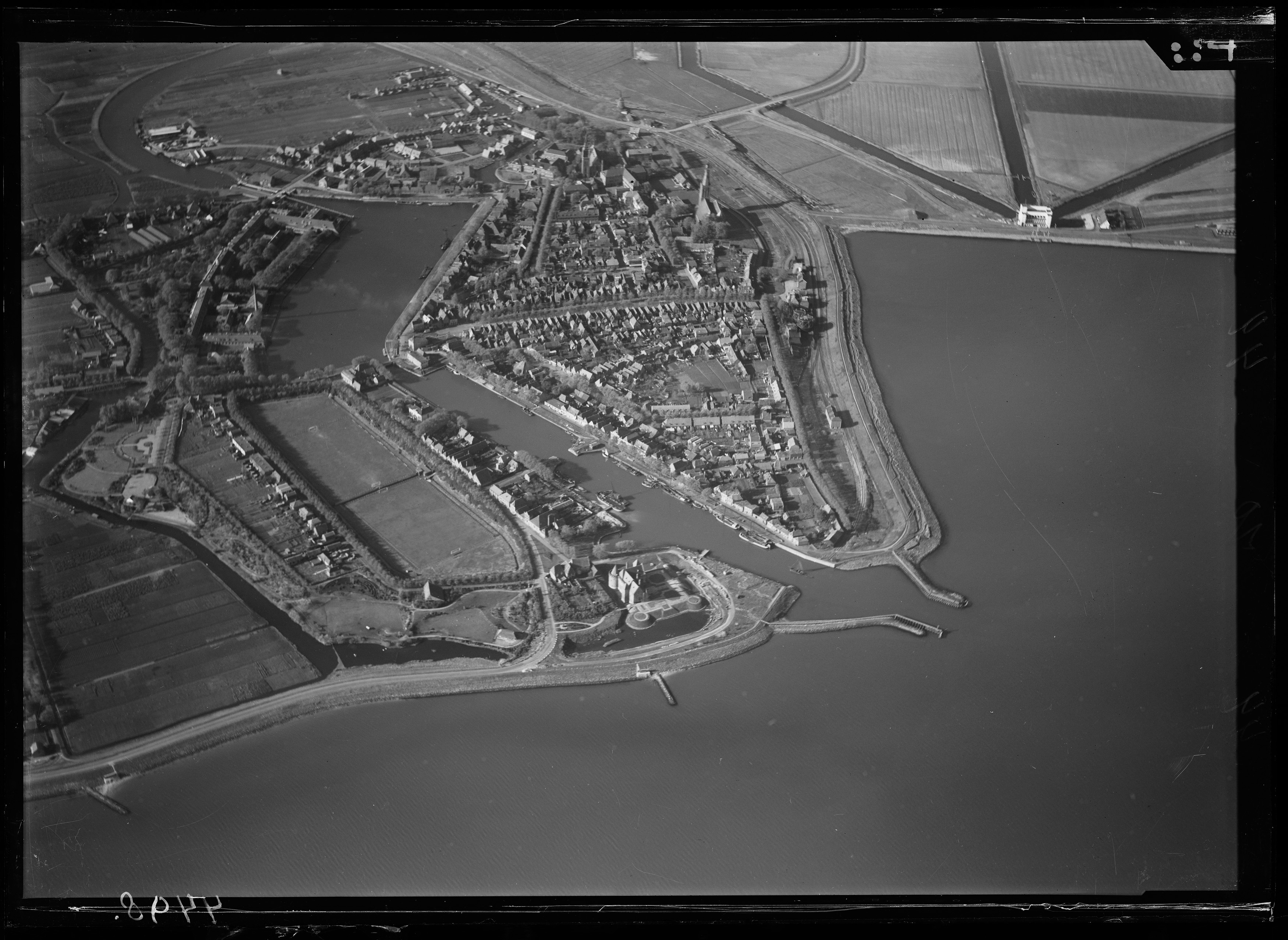
Luchtfoto van Medemblik (periode 1920-1940)